# Cornelis Kolff

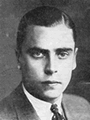
Cornelis Kolff

Cornelis Kolff (Rotterdam, 18 april 1912 - op/na 14 november 1941) was Engelandvaarder.

## Familie
Kolff was lid van de familie Kolff en was een zoon van cargadoor mr. Willem Matthias Kolff (1877-1962) en Johanna van Gilse van der Pals (1881-1978). Op 14 december 1935 trouwde hij met Martha Cornelia Molkenboer (1914-2009). Ze kregen twee dochters, een in 1936 en de tweede in 1937. Zijn weduwe hertrouwde in 1951 met Leendert Pot (1910-2001), een andere verzetsstrijder.

## Biografie
Op 24 augustus 1939 was de voormobilisatie, Kolff werd batterij-officier van 3-III-7 Regiment Artillerie in (3-III-7 R.A.) Bergen op Zoom. Begin september vertrok hij met zijn onderdeel per trein naar Beek en vandaar te paard naar Uden. Eind oktober werd hij bevorderd tot luitenant - toegevoegd bij hetzelfde onderdeel.
In januari 1940 werd hij overgeplaatst bij 1-III-7 R.A., nog als batterij-officier maar ook als waarnemend batterij-commandant.

## Meidagen 1940
Op 9 april 1940 vertrok Kolff met zijn onderdeel te paard naar Geffen. Op 1 mei 1940 werd hij benoemd tot commandant Munitie-colonne van de IIIe Afdeeling 7e Regiment Artillerie.
Toen de Duitse troepen op 10 mei Nederland waren binnengevallen werd vrijwel het gehele IIIe Legerkorps, inclusief zijn 7 R.A., uit Noord-Brabant teruggenomen om achter het Z.O.front van de Vesting Holland te verzamelen. Op 10 mei 1940 kreeg III L.K. bevel terug te gaan naar Zoelen, waarbij de Maas bij Leth en de Waal bij Tiel moesten worden overgetrokken. Op 13 mei 1940 kregen ze 's avonds opdracht om verder terug te gaan naar Hei- en Boeicop. Op 14 mei kregen ze het bericht van de capitulatie.

## Engelandvaart
Al gauw wilde Kolff naar Engeland vertrekken om zich nuttig te maken. Samen met Olympisch watersporter Ernst Moltzer en predikant Dick van der Flier, twee vrienden uit Heemstede, kocht hij in Warmond een zeilbootje, twee buitenboordmotoren en enkele blikken benzine en eten voor onderweg. Ze moesten wachten op oostelijke wind zodat ze zeilend de kust konden verlaten. Ze beschikten over kaarten van de Britse mijnenvelden, en Ernst Moltzer was een ervaren zeezeiler.
De groep huurde een villa aan het strand van Noordwijk, maar zagen dat de kust daar veel te goed door de Duitsers werd bewaakt. Ze kozen als vertrekpunt een duindoorgang ten westen van Bloemendaal. De eerste poging in september mislukte en werd gevolgd door huiszoekingen. Naar aanleiding van het vermoeden van verraad besloten ze onder te duiken.
In november 1941 probeerden ze opnieuw te vertrekken, ditmaal vanuit Castricum. Op de 14de was het oostelijke wind en een vlakke zee. E. Hopman had hen geholpen om met paard en wagen hun zeilbootje naar de zee te brengen en wiste hun sporen uit. Het vertrek verliep voorspoedig volgens de naoorlogse verklaring van Hopman, maar van de drie jongens is sindsdien nooit meer iets gehoord. Vermoed wordt dat ze zijn verdronken.